# Polvere (Shiva)
Polvere è un singolo del rapper italiano Shiva, pubblicato il 13 settembre 2024 come quinto estratto dal sesto album in studio Milano Angels.

## Descrizione
Il brano ha visto la partecipazione del rapper italiano Tony Boy.

## Tracce
Testi di Andrea Arrigoni, Antonio Hueber, Riccardo Fabbriconi, Daniele Sartori, musiche di Amritvir Singh, Michele Zocca.
1. Polvere (feat. Tony Boy) – 2:47

## Classifiche
| Classifica (2024) | Posizione massima |
| ----------------- | ----------------- |
| Italia            | 11                |